# Novo Selo Podravsko
Novo Selo Podravsko – wieś w Chorwacji, w żupanii varażdińskiej, w gminie Mali Bukovec. W 2011 roku liczyła 221 mieszkańców.